# Jaques Morelenbaum

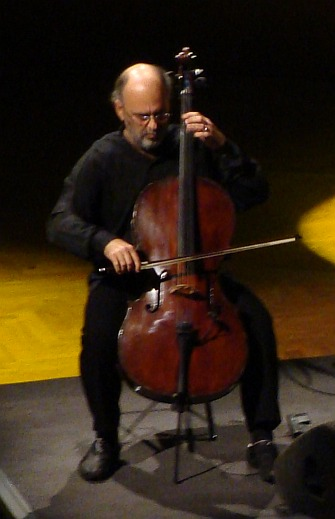
Jaques Morelenbaum 2009

Jaques Morelenbaum (* 18. Mai 1954 in Rio de Janeiro) ist ein brasilianischer Cellist, Komponist, Arrangeur, Dirigent und Musikproduzent.

## Leben und Werk
Jaques Morelenbaum wuchs in einer musikalischen Familie auf. Sein Vater ist Henrique Morelenbaum, der als Violinist, Dirigent, Generaldirektor und künstlerischer Leiter des Theatro Municipal do Rio de Janeiro arbeitete. Seine Mutter Sarah Morelenbaum war Klavierlehrerin, seine Schwester Lucia Morelenbaum Klarinettistin des Orquestra Sinfônica Brasileira, sein Bruder Eduardo Morelenbaum Dirigent, Komponist, Arrangeur und Klarinettist. Jaques Morelenbaum ist verheiratet mit der Sängerin Paula Morelenbaum.
Jaques Morelenbaum verbrachte durch die Berufstätigkeit seines Vaters als Kind viel Zeit am Opernhaus. Im Alter von 12 Jahren begann er das Cellospiel. Er studierte Musik in Brasilien, wechselte später an das New England Conservatory of Music. Seine musikalische Karriere begann in den 1970er Jahren als Mitglied der Progressive-Rock-Band A Barca do Sol. Von 1984 bis 1994 spielte er in der Nova Banda mit Antônio Carlos Jobim, in Shows, auf Touren und auf Aufnahmen. Er wirkte bei der CD Antonio Brasileiro mit, die im Jahr 1996 einen Grammy als beste Latin-Jazz-Darbietung gewann.
Nach dem Tode von Jobim 1994 gründete Morelenbaum gemeinsam mit seiner Frau Paula, Jobims Sohn Paulo (Gitarre und Gesang) und Paulos Sohn Daniel (Klavier und Gesang) das Quarteto Jobim-Morelenbaum. Das Repertoire baute auf dem Schaffen von Antônio Carlos Jobim auf. Auch leitete er sein Cello Samba Trio mit Lula Galvão und dem Perkussionisten Marcelo Costa.
Jaques Morelenbaum arbeitete mit zahlreichen brasilianischen und internationalen Künstlern zusammen, darunter der brasilianische Sänger, Liedermacher und Komponist Caetano Veloso, der Musiker und Komponist Egberto Gismonti, die Sängerin Gal Costa, die portugiesische Fadosängerin Mariza, der japanische Komponist, Pianist, Schauspieler und Produzent Ryuichi Sakamoto (u. a. im Trio Morelenbaum²/Sakamoto), die belgische Komponistin Myriam Alter und der britische Musiker David Byrne.
Er schuf Filmmusikkompositionen, darunter zusammen mit Antonio Pinto für Central do Brasil, welcher 1998 den Goldenen Bären der Berlinale für den besten Film gewann, und die Musik für den Film O Quatrilho. Beide Filme wurden als bester ausländischer Film für den Oscar nominiert. Die Diskografie von Jaques Morelenbaum umfasst mehr als 400 Tonträger.
Die Sängerin Dora Morelenbaum ist seine Tochter.

## Werke (Auswahl)

### Tonträger
- A Barca do Sol: A Barca do Sol, 1974, Continental
- Tom Jobim and Nova Banda: Passarim, 1987, Verve
- Egberto Gismonti: Feixe de Luz, 1988, Emi
- Quarteto Jobim-Morelenbaum: Quarteto Jobim-Morelenbaum, 1990, Velas
- Casa, 2002, Scl (Sony BMG)
- A Day in New York, 2003, Scl (Sony BMG)

### Soundtracks
- A República dos Anjos (1991)
- O Quatrilho (1995)
- Central do Brasil (Englisch: Central Station) (1998)
- A Paixão de Jacobina (Englisch: The Passion of Jacobina) (2002)
- Paid (2006)
- The Aquifer (2008)